# Ecitophya
Ecitophya (лат.) — род мирмекофильных коротконадкрылых жуков из подсемейства Aleocharinae (Ecitocharini, Staphylinidae). Неотропика.

## Распространение
Центральная и Южная Америка.

## Описание
Мелкие жуки (около 5 мм) красновато-коричневого цвета. Ассоциированы с кочевыми муравьями рода Eciton.

## Систематика
6 видов. Род Ecitophya включён в мирмекофильную трибу Ecitocharini из подсемейства Aleocharinae.
- Ecitophya bicolor Reichensperger, 1933
- Ecitophya consecta Mann, 1921
- Ecitophya gracilima Mann, 1925[4].
- Ecitophya melanotica Mann, 1926[3]
- Ecitophya rapaxae Mann, 1926[3]
- Ecitophya rettenmeyeri Kistner & Jacobson, 1990[1]